# جسر جاجرود
جسر جاجرود (بالفارسية: پل جاجرود) هو جسر تاريخي يعود إلى عصر الدولة السلجوقية، ويقع في مقاطعة برديس.